# Sergei Wladimirowitsch Charkow
Sergei Wladimirowitsch Charkow (russisch Сергей Владимирович Харьков; * 17. November 1970 in Moskau) ist ein ehemaliger russischer Turner und dreifacher Olympiasieger.
Im Alter von 17 Jahren nahm er an den Olympischen Sommerspielen 1988 in Seoul an allen acht Wettkämpfen teil und gewann Gold am Boden und mit der sowjetischen Mannschaft im Mehrkampf. Im Pferdsprung wurde er Sechster.
Bei den Olympischen Sommerspielen 1996 in Atlanta nahm er für Russland teil und wurde mit der russischen Mannschaft erneut Olympiasieger im Mehrkampf. Am Barren kam er auf Platz 8.